# Уиллс, Фред
Фредерик «Фред» Рудольф Уиллс (англ. Frederick Wills; 18 сентября 1928 — 1992, Нью-Джерси) — политический и государственный деятель Гайаны, министр иностранных дел (1975–1978), министр юстиции, юрист, педагог, профессор Ратгерского университета.

## Биография
Изучал право в Королевском колледже Лондона, был награждён медалью Джелфа за выдающиеся успехи в качестве выпускника юридического факультета. Стал Королевским адвокатом, судей высшей категории в Англии. Однако никогда не работал судьёй в Англии, вместо этого вернувшись на родину.
Был одним из ведущих юристов Гайаны, внёс большой вклад в развитие законодательства и конституции в стране. После прихода к власти президента Гайаны Форбс Бёрнхема, Уиллс занял кресло министра юстиции, а затем министра иностранных дел. 
В этом качестве Уиллс некоторое время председательствовал в Совете Безопасности Организации Объединённых Наций, дважды выступал перед Генеральной Ассамблеей ООН.
В 1978 году переехал в США. Был профессором Ратгерского университета в Нью-Джерси. Сотрудничал с Линдоном Ларушем. Участвовал в создании Института Шиллера в 1984 году.